# 皱叶忍冬
皱叶忍冬（学名：Lonicera rhytidophylla）为忍冬科忍冬属的植物，是中国的特有植物。分布于中国大陆的江西、福建、广东、湖南、广西等地，生长于海拔400米至1,100米的地区，一般生长在山地灌丛中，目前尚未由人工引种栽培。

## 异名
- Lonicera reticulata Champ.